# Ante Nazor
Ante Nazor (Zagreb, 15. ožujka 1968.), hrvatski je povjesničar.

## Životopis
Ante Nazor rođen je 15. ožujka 1968. godine u Zagrebu. Osnovnu je i srednju školu također završio u Zagrebu (1986.). Na Filozofskom fakultetu - Humanističke i društvene znanosti u Zagrebu diplomirao je 1993. godine (program studija: Povijest i Arheologija), a 13. srpnja 1999. godine na istom je fakultetu magistrirao (znanstveno polje: povijest). Doktorirao je 16. veljače 2007. godine (znanstveno područje: humanističke znanosti; znanstveno polje: povijest; grana: nacionalna povijest).

### Sudjelovanje u Domovinskom ratu
Tijekom lipnja/srpnja 1991. godine mobiliziran je u pričuvni sastav Zbora narodne garde (smještaj u Pionirskom gradu u Zagrebu i pripravnost za mogući napad na vojarne).
U jesen (listopad i studeni) 1991. godine otišao je kao dragovoljac na istočno-slavonsko bojište i bio pripadnik 122. đakovačke “R” brigade (potom se vratio i završio fakultet do listopada 1993. godine). Od 22. listopada 1993. godine do kraja rata bio je djelatnik Hrvatskog vojnog učilišta - Dočasničke škole HV-a Jastrebarsko.

### Radna mjesta
Od 22. listopada 1993. do 10. travnja 1997. godine bio je nastavnik (profesor) u novoutemeljenoj Dočasničkoj školi HV “Ante Starčević” u Jastrebarskom, od 10. travnja 1997. do 1. kolovoza 2003. godine nastavnik na Katedri za vojnu povijest Hrvatskoga vojnoga učilišta u Zagrebu, a od 1. kolovoza 2003. do 2. ožujka 2005. godine bio je na mjestu časnika za vojnu povijest u Odsjeku za vojnu povijest Odjela za združenu doktrinu i vojnu povijest pri Zapovjedništvu za združenu izobrazbu i obuku “Petar Zrinski” u Zagrebu (bivša HVU). Do 2003. godine dočasnicima i časnicima predavao je hrvatsku povijest od VII. stoljeća do završetka Domovinskoga rata (s naglaskom na vojnu povijest), a od 2003. do 2005. godine na Visokoj dočasničkoj školi u Jastrebarskom predavao je predmet Vojna povijest – Operacije oružanih snaga Republike Hrvatske u Domovinskom ratu (1991. – 1995.).
Od 2005. godine ravnatelj je Hrvatskoga memorijalno-dokumentacijskog centra Domovinskoga rata.

## Projekti i suradnja sa znanstveno-istraživačkim i pedagoškim ustanovama
Kao vanjski suradnik Odsjeka za povijesne znanosti Zavoda za povijesne i društvene znanosti Hrvatske akademije znanosti i umjetnosti (HAZU) u Zagrebu, sudjelovao je u znanstveno-istraživačkom projektu “Izvori, studije i pomagala za hrvatsku povijest od 7. do 19. stoljeća, na kojem je i koautor knjige (kritičkog izdanja 1. sveska) Spisi splitskog bilježnika Ivana pok. Çove iz Ankone od 1341. do 1344. (Zagreb, 2002.), objavljene u seriji HAZU - Monumenta spectantia historiam Slavorum Meridionalium (sv. 53). Sudjelovao je u znanstveno-istraživačkom projektu Vlade RH "Domovinski rat i ratne žrtve u 20 stoljeću"; tema Vojna izobrazba dočasnika HV tijekom Domovinskoga rat”.
Od 2004. godine predavao je na Hrvatskim studijima u Zagrebu izborni kolegij “Vojna povijest Hrvata (rani srednji vijek)”;
Na Filozofskom fakultetu u Zagrebu predavao je izborni kolegij “Pregled povijesti ratovanja u srednjem i ranom novom vijeku”, a od školske godine 2008./2009. na Hrvatskim studijima na poslijediplomskom studiju predaje obvezni kolegij “Vojna povijest – s posebnim osvrtom na Domovinski rat”
Inicijator je i jedan od dvojice autora dvojezične (hrvatsko-engleske) knjige Povijest Hrvata – ilustrirana kronologija (Multigraf, Zagreb, 2003.). Surađuje s Leksikografskim zavodom u pisanju priloga za leksikografska izdanja i prijavljen je na znanstveni projekt “Atlas Domovinskog rata” (od 2007.).

## Znanstveni skupovi i bibliografija
Sudjelovao je na više znanstvenih skupova u zemlji i inozemstvu. Vodio je sekciju za vojnu povijest na II. kongresu hrvatskih povjesničara i organizirao više stručnih predavanja i okruglih stolova o temama iz Domovinskog rata. Autor je i koautor nekoliko knjiga te tekstova za kataloge izložbi s temama iz Domovinskog rata, turističke monografije s povijesnim pregledom i povijesnoga pregleda u turističkoj monografiji o Hrvatskom Jadranu. Napisao je više znanstvenih radova - većinom s problematikom iz hrvatske vojne povijesti, te više od 30 stručnih i publicističkih radova, koji su objavljeni u prigodnim zbornicima ili stručnim časopisima. Urednik sam više knjiga, autor izložbe o početcima suvremene hrvatske države, autor scenarija za dokumentarni film “Vukovar 1991.”.